# Reggie Moore
Reginald Dennis Benjamin Moore, conosciuto anche come Reggie Borges, detto Reggie (Lemoore, 31 marzo 1981 – Luanda, 12 giugno 2023), è stato un cestista statunitense naturalizzato angolano.

## Carriera
Con l'Angola ha disputato due edizioni dei Campionati mondiali (2014, 2019) e tre dei Campionati africani (2013, 2015, 2017).

## Palmarès
- Campione USBL (2007)